# Asambleas presidenciales del Partido Demócrata de 2008 en Nebraska
Las Asambleas demócratas de Nebraska, 2008 serán el 9 de febrero de 2008. veinte-y-cuatro de los 31 delegados de la convención serán escogidos.

## Resultados
| Candidato       | Votos  | Porcentaje | Delegados |
| --------------- | ------ | ---------- | --------- |
| Barack Obama    | 25,986 | 67.53%     | 16        |
| Hillary Clinton | 12,396 | 32.21%     | 8         |
| Indecisos       | 99     | 0.26%      | 0         |
| Total           | 38,481 | 100%       | 24        |